# Gare de Lutterbach
La gare de Lutterbach est une gare ferroviaire française des lignes de Strasbourg-Ville à St-Louis, de Lutterbach à Kruth et de Lutterbach à Rixheim, située sur le territoire de la commune de  Lutterbach dans le département du Haut-Rhin en région Grand Est.
Elle est mise en service en 1841 par la Compagnie du chemin de fer de Strasbourg à Bâle. C'est une halte voyageurs de la Société nationale des chemins de fer français (SNCF) du réseau TER Grand Est, desservie par des trains express régionaux, des trams-trains et la ligne 3 du tramway de Mulhouse.

## Situation ferroviaire
La gare de bifurcation de Lutterbach est située au point kilométrique (PK) 102,168 de la ligne de Strasbourg-Ville à Saint-Louis, entre les gares de Richwiller et de Mulhouse-Dornach, elle est l'origine de la ligne de Lutterbach à Kruth, avant la gare de Graffenwald, et l'origine de la ligne de Lutterbach à Rixheim. Elle est établie à 252 mètres d'altitude.

## Histoire
La « station de Lutterbach » est mise en service le 15 août 1841 par la Compagnie du chemin de fer de Strasbourg à Bâle, lorsqu'elle ouvre à l'exploitation la section de Colmar à Mulhouse. Elle est établie sur le territoire du ban communal de Lutterbach, qui compte 1 093 habitants. C'est une gare de correspondance pour les gares de Cernay et Thann.
Du 15 août 1841 au 31 mai 1842 la station de Lutterbach délivre des billets à 12 124 voyageurs pour une recette de 12 783,45 francs, auquel s'ajoute 185,45 francs pour le service des bagages et marchandises.
Depuis le 12 décembre 2010, à la suite de la mise en service du Tram-train Mulhouse-Vallée de la Thur, la gare est également desservie par ce Tram-Train ainsi que par la ligne 3 du tramway de Mulhouse qui y effectue son terminus. Depuis cette date, la gare n'est plus desservie par les trains entre Mulhouse et Colmar ou Strasbourg.

## Fréquentation
De 2015 à 2024, selon les estimations de la SNCF, la fréquentation annuelle de la gare s'élève aux nombres indiqués dans le tableau ci-dessous.
| Année     | 2015   | 2016   | 2017   | 2018   | 2019   | 2020   | 2021   | 2022   | 2023   | 2024   |
| --------- | ------ | ------ | ------ | ------ | ------ | ------ | ------ | ------ | ------ | ------ |
| Voyageurs | 65 370 | 51 734 | 47 464 | 45 475 | 49 250 | 39 886 | 44 604 | 57 921 | 71 747 | 73 987 |

## Service des voyageurs

### Accueil
Halte SNCF, c'est un point d'arrêt non géré (PANG) à accès libre. Elle est équipée d'automates pour l'achat de titres de transport.

### Desserte
Lutterbach est une halte voyageurs SNCF du réseau TER Grand Est desservie par des trains express régionaux de la relation Mulhouse - Thann - Kruth.
Elle est également desservie par le Tram-train Mulhouse-Vallée de la Thur (Mulhouse Gare Centrale - Thann Saint Jacques/Thann Gare) ainsi que par la ligne 3 du tramway de Mulhouse (Mulhouse Gare Centrale - Lutterbach Gare) qui utilise les mêmes voies que le tram-train.

### Intermodalité
La gare est desservie par trois lignes de bus Soléa : la 14, la 17 et la 50.
Les parkings de la gare ont été réaménagés à l'occasion de la mise en service de la desserte tramway.